# Селевин, Виктор Алексеевич
Виктор Алексеевич Селевин (5 апреля 1905, Змеиногорск — 4 ноября 1938, Алма-Ата) — зоолог, работавший в Казахстане, в честь которого назван род боялычных сонь Selevinia.

## Биография
Отец Селевина, Алексей Иванович, был талантливым пианистом-любителем, состоял в переписке П. И. Чайковским. Служил чиновником. Мать, Мария Васильевна, также получила музыкальное образование, давала уроки музыки. Рано лишившись отца, Виктор Селевин работал в Семипалатинском музее под руководством А. Н. Белослюдова. В 1927 году Селевин поступил в Томский университет. Много времени уделял изучению орнитологических коллекций университетского музея. Посещал зоологические музеи в Москве и Ленинграде, где познакомился с П. П. Сушкиным и Л. С. Бергом. В 1928 году перешёл в Среднеазиатский университет в Ташкенте, который окончил в 1932 году. Поступил туда же в аспирантуру.

### Экспедиции
В 1923—1924 годы Селевин изучал животный мир западной части Прииртышского Алтая. В 1925 исследует верховья Иртыша — озеро Зайсан и Чёрный Иртыш, где изучал размножение саранчи. В 1926 году участвует в энтомологической экспедиции по южным районам Семипалатинской области и Восточному Прибалхашью. В 1927 участвовал в экспедиции Семипалатинского музея в Западном Алтае. В 1929—1931 годах проводил археологические и энтомологические исследования в Казахском мелкосопочнике и пустынном Прибалхашье. В 1932 году проводил исследования, поддержанные правительством Казахской ССР, в обширном районе от Караганды до Каркаралинских гор и озера Балхаш.
В 1933 году Селевин участвует в первой комплексной экспедиции в пустыне Бетпак-Дала. Комплексная экспедиция 1935 года, организованная Ташкентским и Алма-Атинским университетами, исследовала нагорье Сарыарка. Результаты экспедиции привлекли общественное внимание, поэтому в 1936 году к ней присоединилась группа журналистов, в том числе Эль-Регистан, фотокорреспондент Зельма и другие.
Зимой 1936 года Селевину присуждена степень кандидата биологических наук без защиты диссертации. Избран доцентом кафедры зоологии Казахстанского госуниверситета им. Кирова.
Экспедиция 1937 года дала возможность почти полностью закартировать белые пятна Бетпак-Далы. В экспедиции 1938 года участвовало более 20 человек. Кинооператор Б. Пумпянский снял фильм «Айтыс; Побежденная пустыня» (1939). Главным результатом экспедиции было нахождение нового вида и рода грызунов, эндемика Казахстана — боялычной сони.

### Гибель
Экспедиция 1938 года закончилась у станции Чу. После этого Селевин ещё раз пересёк Бетпак-Далу вдвоём с шофёром по караванному пути Кан-Джол. У матери в Семипалатинске он заболел тяжёлой формой гриппа. Чуть оправившись от болезни, он вернулся в Алма-Ату, где сдал отчёт об экспедиции и прочитал доклад в Университете. Повторная волна гриппа сказалась на сердечно-сосудистой системе. В ночь на 4 ноября 1938 Селевин скончался за три дня до намеченной свадьбы. Похоронен на Центральном кладбище Алма-Аты.
Его бывшая невеста, химик Зоя Петровна Якушева, более чем через полвека опубликовала в Алма-Атинском журнале «Selevinia» о нём очерк.

## Труды
- Селевин В. А. 1938. Результаты экспедиции по обследованию грызунов средней части Карагандинской области. // Труды Сред.-Азиат. унив. сер. VIII-а, в. 50.